# Hildeoc
Hildeoc of Hilduoc was de vierde koning van de Longobarden. Hij regeerde midden de vijfde eeuw, in een tijd dat de Longobarden leefden tussen de middenloop van de Donau en Noricum, die gedeeltelijk door de Romeinen was geëvacueerd.
Paulus Diaconus, auteur van de Historia gentis Langobardorum, zegt bijna niets over Hildeoc, behalve dat hij de vierde zoon en opvolger was van koning Lethuoc, oprichter van de Lethingse-dynastie, die meer dan een eeuw zou regeren over de Longobarden.
Zijn opvolger is Godehoc, zijn jongere broer. 